# Ирвайн (Калифорния)
Ирвайн (англ. Irvine [ˈɜːrvaɪn]) — город в округе Ориндж штата Калифорнии, США. Население 282 572 человека (2018).
Здесь находится филиал Калифорнийского университета, а также расквартированы офисы Blizzard Entertainment, Broadcom и Verizon Wireless.
Ирвайн известен высоким уровнем школьного образования. В 2008 году по этому показателю город был удостоен четвёртого места по США, а также пятого места в штате  по уровню жизни. Помимо этого, в 2010 году ФБР отметило Ирвайн как город с наименьшим уровнем преступности среди городов с населением свыше 100 000 человек. В 2008 году Ирвайн занимал седьмое место по стране по показателю среднего дохода среди городов с населением свыше 65 000 человек.

## Население
По данным переписи населения США 2010 года численность населения составляла 212 375 человек. Плотность населения 1233,9 человек на км². Расовый состав: 50,5 % белых, 39,2 % азиатов, 1,8 % афроамериканцев, 0,2 % коренных американцев, 0,2 % гавайцев и выходцев с тихоокеанских островов, 2,8 % других рас, 5,5 % потомков двух и более рас.

## Климат
Климат Ирвайна является средиземноморским. Дожди выпадают в основном в зимние месяцы.
| Показатель                                                    | Янв. | Фев. | Март | Апр. | Май  | Июнь | Июль | Авг. | Сен. | Окт. | Нояб. | Дек. | Год   |
| ------------------------------------------------------------- | ---- | ---- | ---- | ---- | ---- | ---- | ---- | ---- | ---- | ---- | ----- | ---- | ----- |
| Абсолютный максимум, °C                                       | 34,8 | 33,3 | 37,0 | 41,2 | 41,8 | 43,8 | 43,9 | 43,7 | 44,6 | 42,6 | 41,0  | 36,1 | 44,6  |
| Средний суточный максимум, °C                                 | 19,8 | 20,8 | 20,8 | 22,4 | 23,3 | 25,7 | 28,9 | 29,2 | 28,2 | 26,1 | 22,4  | 19,9 | 23,9  |
| Средняя температура, °C                                       | 14,6 | 15,6 | 15,9 | 17,4 | 18,8 | 20,9 | 23,5 | 23,9 | 23,2 | 20,9 | 17,2  | 14,6 | 18,8  |
| Средний суточный минимум, °C                                  | 9,4  | 10,3 | 11,0 | 12,3 | 14,3 | 16,2 | 18,1 | 18,7 | 18,1 | 15,7 | 11,9  | 9,3  | 13,7  |
| Абсолютный минимум, °C                                        | −6,9 | −4,8 | −3,5 | −1   | 1,6  | 4,5  | 7,6  | 6,2  | 4,9  | −2,1 | −4    | −4   | −6,9  |
| Норма осадков, мм                                             | 74,2 | 78,0 | 66,3 | 26,2 | 4,8  | 0,8  | 0,3  | 3,6  | 11,4 | 7,9  | 50,3  | 51,6 | 375,4 |
| Температура воды, °C                                          | 14   | 14   | 14   | 14   | 14   | 15   | 17   | 17   | 18   | 17   | 16    | 15   | 15    |
| Источник: Погода и климат, World Climate, World Climate Guide |      |      |      |      |      |      |      |      |      |      |       |      |       |

## Бизнес
Следующие компании имеют головные офисы в Ирвайне:
- Allergan, Inc.
- ATEN Technology, Inc. (a division of ATEN International, Inc.)
- BAX Global[англ.]
- Blizzard Entertainment[4]
- Boot Barn
- Broadcom Corporation
- CorVel Corporation[англ.]
- eMachines
- Epicor Software Corporation
- Felt Bicycles?!
- Fisker Coachbuild
- Freedom Communications
- Gateway, Inc.[англ.]
- Golden State Foods[англ.]
- HID[англ.]
- iLounge
- K2 Network[англ.][4]
- Kofax
- In-N-Out Burger
- LA Fitness[англ.]
- Maruchan, Inc.[англ.]
- Meade Instruments
- Masimo[англ.]
- Multi Media, LLC
- O’Neill, Inc.
- Online Trading Academy[5]
- Obsidian Entertainment[4]
- Paragon Software Group[англ.]
- Point of View, Inc.[4]
- Printronix
- Quicksilver Software[англ.]
- Ready at Dawn[4]
- Red 5 Studios[4]
- Ruby's Diner[англ.]
- St. John[англ.]
- Standard Pacific Homes
- Spectrum Group International
- Superformance, LLC
- Taco Bell (a division of Yum! Brands, Inc.)
- Ultimate Ears[англ.]
- Vizio[англ.]
- WaterHealth International
- Western Digital[6]
- Western Mutual Insurance Group[англ.]
- Zymo Research

Также представительствами в Ирвайне обладают следующие корпорации:
- Asics
- Atlus
- BenQ Corporation
- Kia Motors
- Marukome[англ.]
- Mazda Motor Corporation
- Nikken Sekkei
- NHN[4]
- Samsung Electronics (IT and Printing Division)
- Sega
- Shimano
- Toshiba Corporation

## Города-побратимы
- Эрмосильо (исп. Ciudad de Hermosillo) (Сонора, Мексика)
- Цукуба (яп. つくば市) (Префектура Ибараки, Япония)
- Таоюань (кит. 桃園市) (Таоюань, Тайвань)